# Уганда
Уганда, званично Република Уганда је држава у источној Африци, без излаза на море. Граничи на северу са Јужним Суданом, на истоку са Кенијом, на југу са Танзанијом, на југозападу са Руандом и на западу са ДР Конгом. Велики део територија сачињава Језеро Викторија. Име јој долази од древног краљевства Буганда које је садржавало већи део земље у прошлости, укључујући главни град Кампалу.

## Историја
На територију данашње Уганде арапски трговци робљем и европски колонизатори су дошли релативно касно, тек у 19. веку. Британија је над Угандом успоставила протекторат године 1894. Након стицања независности младу државу је мучила политичка нестабилност, поготово након државног удара кога је 1966. године извео председник Милтон Оботе. Пет година касније њега је свргнуо Иди Амин, чија је владавина остала запамћена по геноциду, економској пропасти и катастрофалном рату против Танзаније чије су снаге на власт вратиле Оботеа. Али и Оботеов режим је изазвао грађански рат који је коначно завршен године 1986. победом снага на челу са Јоверијем Мусевенијем. Под Мусевенијем, који и дан-данас влада Угандом, та афричка земља је коначно стекла довољно политичке стабилности да се окрене економском развоју, а 1990-им и одређеним политичким реформама. Због тога се Уганда, поготово у поређењу са већином својих суседа, држала успешном државом. Но, њен развој је битно успорила катастрофална епидемија СИДА-е, а нешто касније и упетљаност у грађански рат у суседном Конгу.
Први Европљанин који је закорачио у Уганду био је истраживач Ј. Х. Спек 1854. године. Потом су наишли други пустолови, као Станли који је склопио погодбу с бугандским краљем Мутесом I. Буганде нису имали само краља (кабаку), већ и двор, уређено судство, скупштину (Велики Лукико) и витешки правилник. Нису познавали точак, ни писмо, али јесу одећу. Нису знали да ткају, али су носили обојено и урешено одијело од коре дрвета. Формирали су се као сложан народ још пре 1000. године, а краљеви из једне династије владали су непрестано најмање четири стотине година.
Мисионари су у Уганду у великим бројевима почели пристизати након 1877. године, најпре енглески протестанти па француски католици. Још пре Спека продирали су арапски трговци остављајући за собом трагове ислама. У почетку Буганде нису схватале разлику између католицизма и протестантизма, али су услед ревног деловања мисионара постајали предани верници. Године 1884, Мутесу I наследио је син Муанга. Он је наредио да се убије Џејмес Ханингтон, први протестантски бискупа послат у земљу, који је погрешио приступивши земљи са севера. Једно старо пророчанство је тврдило да ће Уганда бити освојена продре ли у њу странац из тога смера. Ханингтон је убијен 1885. године. Од 1888. до 1891. вођени су крвави верски ратови у којима су Африканци католици пљачкали и палили протестанске цркве, а Африканци протестанти једнако поступали у католичким црквама. Победили су протестанти, а Муанга је побегао с француским католицима.
У међувремену капетан, будући лорд Лугард, продире у земљу за рачун Царскога енглеског источноафричког друштва. Продирање друштва било је мирољубиво, те су се тако Буганде касније поносиле чињеницом да никад нису војним путем освојени. Године 1893, преузела је енглеска влада Буганду, а 1900. се проширила и на остатак Уганде. То је учињено на основу уговора који је потписала краљица Викторија, а Хари Џонстон је био послат као посебни повереник и зачео британску колонијалну управу.
Британци су временом повећавали удео домородаца у власти. У почетку 1951. повећан је број чланова законодавног тела са 32 на 56, са 20 чланова Африканаца уместо дотадашњих 8. Влада протектората под гувернером управљала је целом земљом, али стара краљевина и главна провинција Буганда имала је своју властиту афричку владу на челу с кабаком. Именовала је чланове Великог Лукика и све поглавице, али британски гувернер имао је право вета. Споља у покрајини постојале су окружне (gumbolola и saca) управе, такође потчињене кабаки. Он је имао и личну владу састављену од три министара: Катикира (министра председника), Омулалуција (министра правде) и Омуваника (министра финансија). Овај последњи био је и на дужности чувара краљевскога појаса. Двоје од три министра морали су увек бити протестанти, а један католик. Према традицији нови се кабака крунисао на светом месту близу Будоа.
Краљевско имање лежало је изнад Менгоа, једног од кампалских брјежуљака, а ограђено је високом оградом од слоновске траве. Зграда скупштине имала је лимени кров обрубљен сламом. Под дрвећем пред њом седили су бубњари. Унутра у дворани висила је британска застава, а на дну је стајало узвишење покривено кожама леопарда и лавова. Иза њега се истицала бугандска застава, плава са жутим штитом на којем је приказан црвени лав. Са сваке стране висиле су фотографије кабакових предака, а између клупа ишао је један достојанственик носећи крвников мач, који је имао сечиво у облику месеца насађеног на дугу дрвену ручицу. Могао је служити и као копље.
У британски протекторат била су укључена четири стара краљевства: Буганда, Буњоро, Торо и Анколе. Пре Другог светског рата целокупни извоз и увоз земље износио је 7.000.000 фунти годишње, а 1954. године достиже десетороструки износ. Од целокупних издатака од 15 милиона фунти у години 1952. утрошено је 1.300.000 за школовање, а 933.356 за здравство у поређењу са 566.000 две године раније. Злочини су били веома ретки и током колонијалног доба у земљи је било тек 250 британских полицајаца. У Уганди је деловала Афричка трговачка комора, у коју је било учлањено 11.000 Африканаца. Под британском управом у земљи је стално боравило 530 Индијаца и само 7.600 Европљана, махом Британаца. Од тога су чак 1.200 били мисионари. У седишту колоније, граду Ентебеу, било је 350 белаца. Град Кампала подигнут је на седам брежуљака. На једном брежуљку саграђена је англиканска катедрала, на једном римокатоличка црква, а на једном џамија. У њему је 1922. основан колеџ Мерикири, једина школа на нивоу свеучилишта у колонијалном добу између Картума и Јоханезбурга. Тамо је годишње апсолвирало око 250 Африканаца. Још раније, 1906, у Будоу недалеко од Кампале подигнут је Краљев колеџ првотно намењен синовима поглавица.
Под британском управом у Уганди је било више од 250.000 бицикала, а просечно је долазио један на сваких 25 становника. Добар бицикл коштао је у Кампали 24 фунте. Један показатељ колико је за афричке прилике неуобичајен промет бицикла био значајан јест талас крађа, у којем је 1953. године у земљи отуђено 1.298 бицикала. Бојећи се отцепљења, Британци су 30. новембра 1953. обавијестили кабаку да је његова власт окончана и авионом га одвезли у Лондон. Поткрај 1954. Британци су се повукли и објавили како ће се кабака након извесног времена моћи вратити дома уз услов да Буганда остане у саставу Уганде и да кабака прими демократски уставни поредак. Дана 16. новембра исте године британски гувернер сазвао је Велики Лукико и објавио како ће девет месеци након ступања на снагу уставних реформи бити омогућено одлучивање хоће ли се изабрати нови кабака или примити назад садашњи.

## Географија

### Положај
Налази се у источној Африци. Површина је 236.035 km². има око 37,58 милиона становника по подацима светске банке. Главни град град је Кампала а остали су; Масака, Џинча, Китгум, Мбарам, Сороти и други.

### Геологија и рељеф
Највиши врхови су Рувензори 5.110 m, Елгон 4.321 m и Морото 3.020 m.

### Клима
Клима је због надморске висине различита. У нижим деловима је екваторијална на планинама суптропска, умјерена док су неки врхови под снегом. Најважније реке су Амбертов Нил, Викторијин Нил, Кагера а језера Викторијино, Албертово, Кјога, Сорати. Просечна температура од 15-25 °C.

## Становништво
Око 65% становништва су Банту црнци међу њима су најбројнији Баганда 16%. На северу живе Нилоти 30% и Нилохамити 4%. По градовима живи 60.000 Арапа, Индијаца и Европљана. Две трећине становника су хришћани, католици и протестанти, 15% су муслимани, остали су анимисти. Према подацима из 2007. године, Уганда се налази на првом месту држава у свети чији број становника најбрже расте.

### Језици
Свахили, језик који је у широкој употреби широм региона афричких Великих језера, прихваћен је као други званични национални језик земље 2005. године. Енглески језик је био једини званични језик док устав није био измењен 2005. године. Мада свахили није био преферентни избор дела популације на југу и југозападу земље која користи Банту језик, он представља важну лингву франку у северним регионима. Тај језик је исто тако у широкој употреби у полицијским и војним снагама, што је вероватно резултат историјске диспропорције у регрутовању на северном делу земље у снаге безбедности током колонијалног периода. Статус свахилија се стога мењао у зависности од политичке групе на власти. На пример, Ајди Амин, који води порекло са северозапада, декларисао је свахили као национални језик.

## Административна подела
Уганда се дели на пет административних региона:
- Централни регион
- Западни регион
- Источни регион
- Северни регион

Региони су подељени на дистрикте, којих укупно има 111. Дистрикти су додељени на државе (146) и општине (13). Државе се подељене на субдржаве, а субдржаве на парохије и села.

### Мапе
- Printable map of Uganda from UN.org
- Уганда (Викиатлас)

### Влада и економија
- Chief of State and Cabinet Members
- Key Development Forecasts for Uganda from International Futures

### Хуманитарна питања
- Humanitarian news and analysis from IRIN – Uganda
- Humanitarian information coverage on ReliefWeb
- „Radio France International – dossier on Uganda and Lord's Resistance Army”. Архивирано из оригинала 08. 02. 2021. г. Приступљено 07. 03. 2019.

### Туризам
- Uganda Tourism Board
- Uganda Wildlife Authority
- „Visit Kampala with Kampala Capital City Authority”. Архивирано из оригинала 18. 12. 2018. г. Приступљено 07. 03. 2019.
- Immigration Department